# Babina (przystanek kolejowy)
Babina (biał. Бабіна; ros. Бабино) – przystanek kolejowy w pobliżu miejscowości Babina 1 i Bobrujsk, w rejonie bobrujskim, w obwodzie mohylewskim, na Białorusi. Położony jest na linii Homel - Żłobin - Mińsk.